# Куперівське орнітологічне товариство
Ку́перівське орнітологі́чне товари́ство (англ. Cooper Ornithological Society, COS) — некомерційна організація, яка об'єднує понад 2 тисячі вчених і аматорів-орнітологів зі всього світу. Одне з найбільших і найвпливовіших орнітологічних товариств.
Організація була заснована 22 червня 1893 року в містечку Сан-Хосе, Каліфорнія, США, невеликою групою осіб і організацій які були зацікавлені у вивченні птахів, як Куперівський орнітологічний клуб. Товариство було назване на честь американського хірурга і натураліста, біолога доктора Джеймса Грема Купера. У травні 1952 року клуб перейменований на Куперівське орнітологічне товариство аби точніше відобразити академічну і наукову спрямованість організації.
Куперівське орнітологічне товариство ставить за мету заохочувати і підтримувати наукові дослідження птахів, поширювати в суспільстві інтерес до орнітології, заохочувати і підтримувати збереження птахів і диких тварин в цілому, сприяти розповсюдженню наукових знань з орнітології за допомогою публікацій, конференцій і прямого спілкування між вченими-орнітологами.
З 1899 року видає орнітологічний журнал The Condor. Товариство щороку присуджує відзнаку Loye and Alden Miller Research Award, яку присвоюють науковцям за їхній пожиттєвий внесок до орнітологічних досліджень.